# 克雷斯納
克雷斯納是保加利亞的城鎮，位於該國西南部，距離首府布拉戈耶夫格勒40公里，由布拉戈耶夫格勒州負責管轄，面積56.47米，海拔高度169米，2007年人口3,640，居民主要信奉東正教。
41°44′N 23°9′E / 41.733°N 23.150°E